# 용유차량기지
용유차량기지(龍遊車輛基地)는 인천광역시 중구 운서동에 있는 공항철도의 차량기지이다. 인천국제공항철도 심야에 일반열차 13편성, 직통열차 6편성, 인천공항 자기부상철도 심야에 에코비 4편성이 주박한다.

## 개요
주요 업무는 인천국제공항철도에 사용되는 공항철도 1000호대 전동차·공항철도 2000호대 전동차의 경·중검수 및 주박을 담당한다. 인근에 인천공항 자기부상철도 용유역이 위치해 있다.

## 여객 열차 운행
비정기적으로 인천국제공항철도 인천공항1터미널역까지 운행하는 열차 일부가 연장 운행하며, 이를 위하여 기지 내에 간이 승강장이 설치되어 있다. 기지 내에 설치된 정거장을 흔히 용유임시역으로 부른다. 차량기지 주출입구에는 간이 매표소와 개찰기가 설치되어 있으며, 전산적으로 이 개찰구는 인천공항1터미널역의 것으로 간주된다. 승강장의 유효장은 열차 길이에 비해 매우 짧으며, 출입문 개방은 공항철도의 직원이 별도로 탑승하여 비상용 출입문 수동개방 스위치를 조작하는 방식으로 이루어진다.
- 2009년 8월 1일부터 8월 20일까지 을왕리해수욕장 등을 이용하는 피서객의 편의를 위하여 용유차량기지까지 가는 직통열차가 운행되었다[1]. 용유기지 내 유치선에 출입문 임시승강장을 설치하여 운행하였다.
- 2009년 12월 24일부터 12월 31일까지 용유역까지 가는 해넘이 열차를 운행하였다[2]. 이후 승객들의 이용문의가 높아지자 사측에서는 2010년 1월 3일까지 해넘이 열차를 연장운행하였다[3].
- 2010년 2월 27일부터 3월 1일까지 정월 대보름을 맞아 이곳까지 직통 열차가 운행하였다[4].
- 2010년 4월 17일부터 10월 31일까지 나들이 시즌을 맞아 주말마다 이곳까지 직통 열차를 운행하였다[5].
- 2010년 12월 30일부터 2011년 1월 2일까지 연말연시 시즌을 맞아 해넘이-해맞이 임시열차가 운행할 예정이었다.[6] 그러나 12월 31일부터의 운행은 구제역의 확산으로 취소되었다.[7]
- 2011년 3월 26일부터 10월 30일까지 영종도 관광객 및 용유차량사업소 주변 고객의 교통편의를 위하여 주말마다 이 역까지 일반열차를 운행하였다.[8]
- 2012년 4월 14일부터 11월 25일까지 나들이 시즌을 맞아 주말마다 이 역까지 일반열차를 운행하였다.[9][10]
- 2013년 4월 6일부터 11월 24일까지 나들이 시즌을 맞아 주말마다 이 역까지 일반열차를 운행하였다.
- 2014년 3월 1일부터 11월 30일까지 주말과 공휴일 일반열차가 이 역까지 1시간 간격으로 운행하였다.
- 2014년 9월 24일부터 10월 1일까지 왕산요트경기장에서 열리는 인천 아시안게임 요트 종목 관람객을 위하여 평일에도 상·하행 각 3회씩 일반열차가 운행하였으며, 이 역에서 왕산요트경기장까지 셔틀버스가 30분 간격으로 운행되었다.
- 2015년 3월 1일부터 12월 27일까지 주말과 공휴일 일반열차가 이 역까지 일 20회 운행하였다.
- 2016년 7월 23일부터 8월 28일까지 주말과 공휴일 일반열차가 이 역까지 일 5회 운행하였다.
- 2017년 6월 29일: 철도거리표 개정으로 인천국제공항선 기점 2.6km로 변경[11]

## 업무
- 공항철도 1000호대 전동차, 공항철도 2000호대 전동차, 에코비 입·출고 검수관리